# Che-pej
Che-pej (čínsky pchin-jinem Héběi, znaky 河北) je pobřežní provincie Čínské lidové republiky v severní Číně. Populace čítá téměř 75 milionů obyvatel, což z Che-peje činí 6. nejlidnatější čínskou provincii. Většinu obyvatelstva tvoří Chanové. Hlavním a zároveň největším městem provincie je Š'-ťia-čuang.

## Geografie

### Poloha
Che-pej se nachází v severní Číně. Z východu je obtékána Pochajským mořem, respektive Pochajským zálivem, na severovýchodě hraničí s provincií Liao-ning, na severu s autonomní oblastí Vnitřní Mongolsko, na západě s provincií Šan-si, na jihu s provincií Che-nan a na jihovýchodě s provincií Šan-tung. Celá Che-pej leží na sever od Žluté řeky, na což odkazuje i samotný název provincie.

### Povrch
Reliéf provincie je poměrně různorodý. Centrální a jižní část Che-peje se rozkládá na severu Velké čínské nížiny (případně Severočínské roviny). Ze západu je provincie ohraničena pohořím Tchaj-chang, které ji odděluje od sousední provincie Šan-si. Severem Che-peje prochází pohoří Jen.
Nejvyšším bodem Che-peje je hora Siao-wu-tchaj nacházející se na severozápadě provincie v okrese Jü, dosahující výšky 2882 m n. m.

## Japonská okupace
Během druhé světové války v letech 1938 až 1945 byla provincie Che-Pej spolu s dalšími okupována Japonci. Okupační správa v roce 1941 nechala opatřit 55 různých druhů poštovních známek přetiskem.

## Administrativní členění
Provincie Che-pej se dělí na 11 městských prefektur.
| Mapa provincie | #                  | Název (čínsky)     | Název (čínsky)     | Název (čínsky)     | Sídelní městský obvod | Počet obyvatel (2010) |
| Mapa provincie | #                  | český přepis       | znaky              | pchin-jin          | Sídelní městský obvod | Počet obyvatel (2010) |
| -------------- | ------------------ | ------------------ | ------------------ | ------------------ | --------------------- | --------------------- |
| Mapa provincie | Městská prefektura | Městská prefektura | Městská prefektura | Městská prefektura | Městská prefektura    | Městská prefektura    |
| Mapa provincie | 1                  | Š’-ťia-čuang       | 石家庄市           | Shíjiāzhuāng Shì   | Čchang-an             | 10 163 788            |
| Mapa provincie | 2                  | Pao-ting           | 保定市             | Bǎodìng Shì        | Sin-š’                | 11 194 379            |
| Mapa provincie | 3                  | Cchang-čou         | 沧州市             | Cāngzhōu Shì       | Jün-che               | 7 134 053             |
| Mapa provincie | 4                  | Čcheng-te          | 承德市             | Chéngdé Shì        | Šuang-čchiao          | 3 473 197             |
| Mapa provincie | 5                  | Chan-tan           | 邯鄲市             | Hándān Shì         | Chan-šan              | 9 174 679             |
| Mapa provincie | 6                  | Cheng-šuej         | 衡水市             | Héngshǔi Shì       | Tchao-čcheng          | 4 340 773             |
| Mapa provincie | 7                  | Lang-fang          | 廊坊市             | Lángfāng Shì       | An-cch’               | 4 358 839             |
| Mapa provincie | 8                  | Čchin-chuang-tao   | 秦皇島市           | Qínhuángdǎo Shì    | Chaj-kang             | 2 987 605             |
| Mapa provincie | 9                  | Tchang-šan         | 唐山市             | Tángshān Shì       | Lu-nan                | 7 577 284             |
| Mapa provincie | 10                 | Sing-tchaj         | 邢台市             | Xíngtái Shì        | Čchiao-tung           | 7 104 114             |
| Mapa provincie | 11                 | Čang-ťia-kchou     | 张家口市           | Zhāngjiākǒu Shì    | Čchiao-si             | 4 345 491             |